# Đài phun nước Trevi
Đài phun nước Trevi (tiếng Ý: Fontana di Trevi) là một đài phun nước ở quận Trevi ở Roma, Ý, do kiến trúc sư Ý Nicola Salvi thiết kế và hoàn thiện bởi Pietro Bracci. Đài cao 26,3 mét (86 ft) và rộng 49,15 mét (161,3 ft), là đài phun nước Baroque lớn nhất ở thành phố và là một trong các đài phun nước nổi tiếng nhất thế giới. Đài phun nước đã xuất hiện trong nhiều phim nổi tiếng, bao gồm phim La Dolce Vita của Federico Fellini và Roman Holiday.
Đài phun nước Trevi là đài phun nước phong cách baroque lớn nhất tại Rome, và là kiệt tác vĩnh cửu của Nicola Salvi và Giuseppe Pannini. Đài phun nước được tên theo vị trí của nó ở ngã ba của ba con đường ("tre vie").
Các cuộc thi đã trở nên phổ biến trong thời kỳ Baroque để thiết kế các tòa nhà, đài phun nước, cũng như các bậc thang Tây Ban Nha. Vào năm 1730, Giáo hoàng Clement XII đã tổ chức một cuộc thi trong đó Nicola Salvi ban đầu thua Alessandro Galilei - nhưng Salvi vẫn được trao dự án. Công việc bắt đầu vào năm 1732. Sau khi Salvi qua đời năm 1751, Giuseppe Pannini được thuê làm kiến trúc sư và hoàn thành năm 1762 và Đài phun nước được chính thức khai trương và khánh thành vào ngày 22 tháng 5 bởi Giáo hoàng Clement XIII.

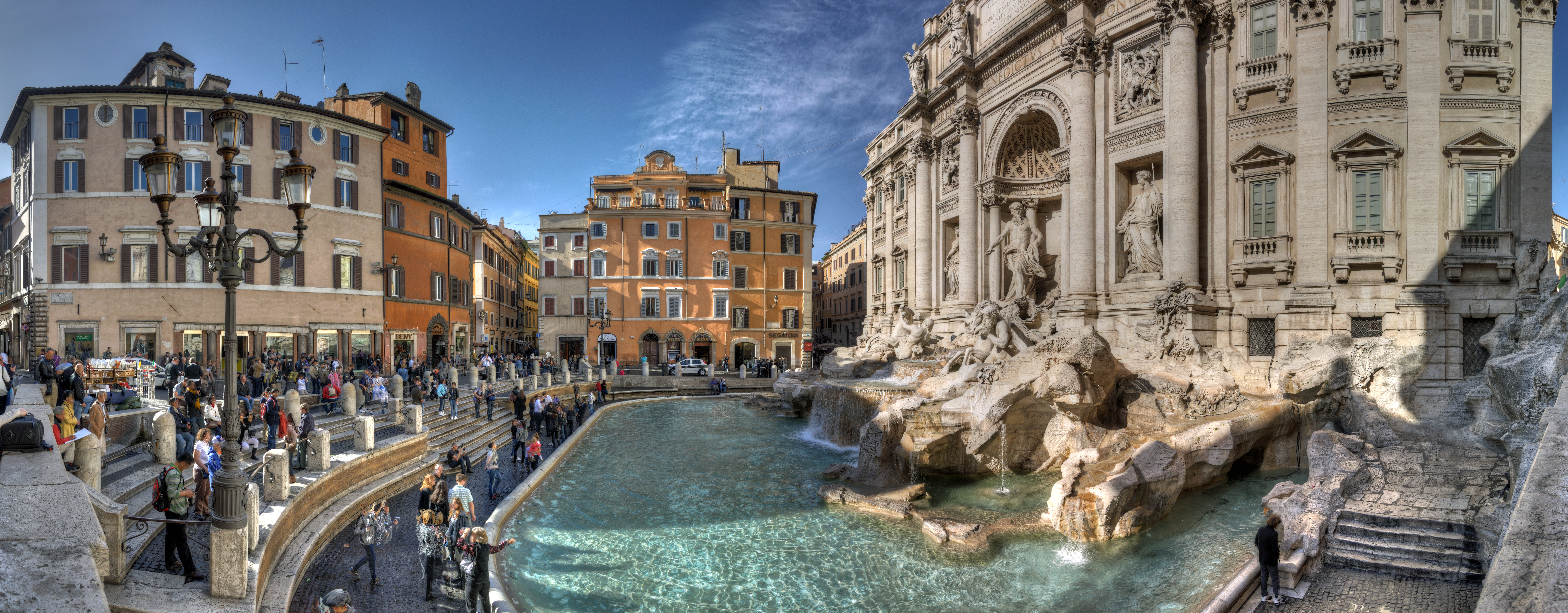
Đài phun nước Trevi nhìn nghiêng cạnh bên

Đài phun nước Trevi được tạo ra chủ yếu từ đá vôi và đá cẩm thạch Carrara, nổi bật giữa đài phun nước là một vị thần Oceanus râu ria cưỡi trên một chiếc xe ngựa hình vỏ sò được kéo bởi những chú ngựa và hai vị thần Triton. Bức tượng Abundance đứng ở góc tường bên trái đang khua chiếc sừng dê kết hoa quả của nàng, trong khi ở phía đối diện là bức tượng đội vòng nguyệt quế cầm một chiếc cốc mà một con rắn uống nước từ đó. Những người say mê làm vườn sẽ thích thú khi cố phát hiện 30 loài thực vật khác nhau được chạm khắc vào đài phun nước.
Nguồn của đài phun nước là một trong những đường ống dẫn nước được hoàng đế Caesar Augustus xây dựng và đã được sử dụng từ năm 17 trước Công nguyên nên nước luôn trong veo sạch sẽ. Chuyến ghé thăm đài phun nước không thể coi là hoàn hảo nếu du khách không tung một ít tiền lẻ vào nước. Người ta cho rằng một đồng xu sẽ khiến bạn trở lại thăm Rome, hai đồng xu sẽ làm bạn đem lòng yêu một người La Mã và ba đồng xu là tín hiệu cho tiếng chuông đám cưới của bạn. Cho dù những điều trên có ứng nghiệm hay không, đài phun nước thu được khoảng $4.000 mỗi ngày và mỗi buổi sáng, người ta sẽ vớt những đồng xu lên và quyên góp cho tổ chức từ thiện địa phương.

## Hình ảnh

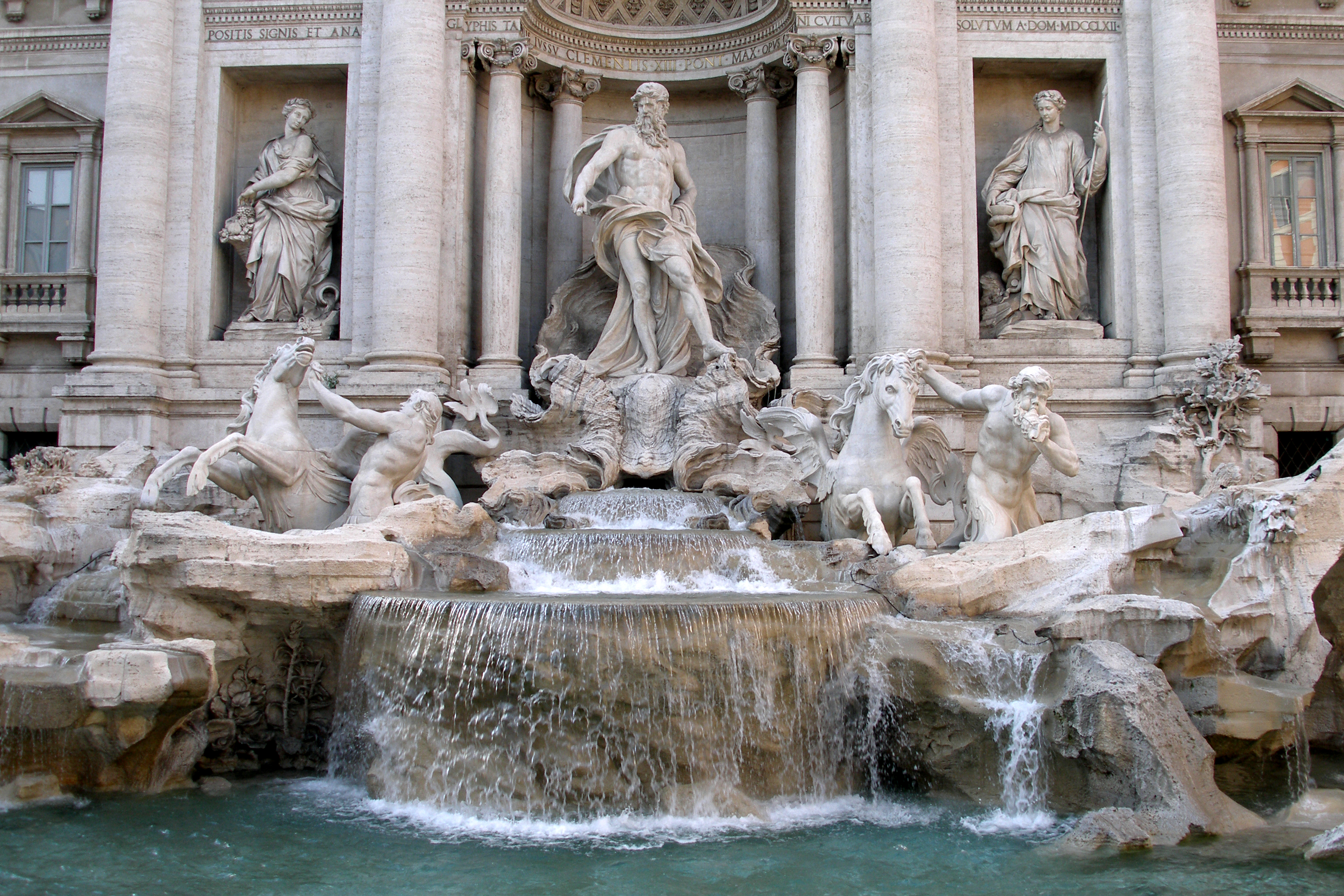
Đài phun nước Trevi
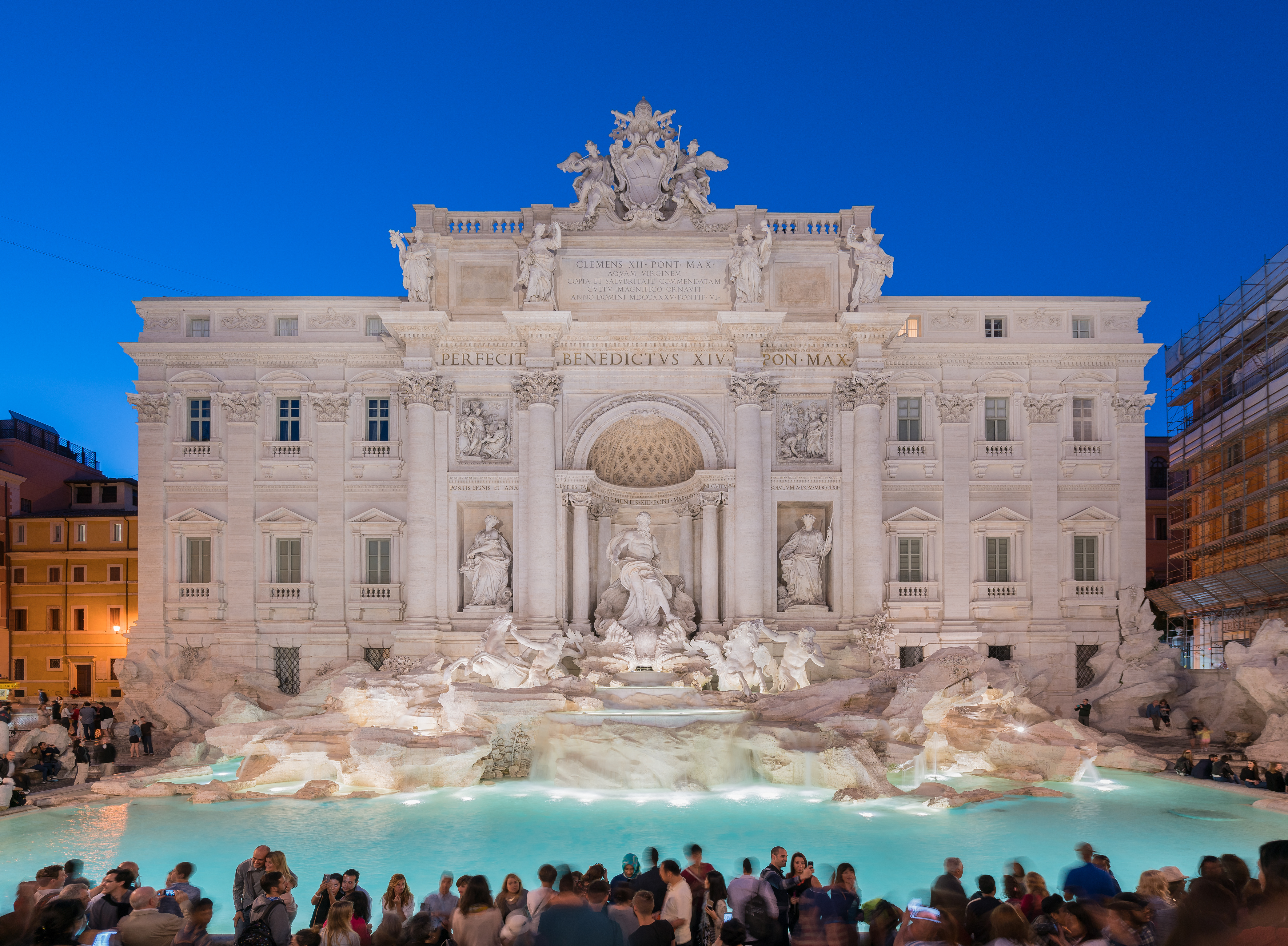
Vào ban đêm
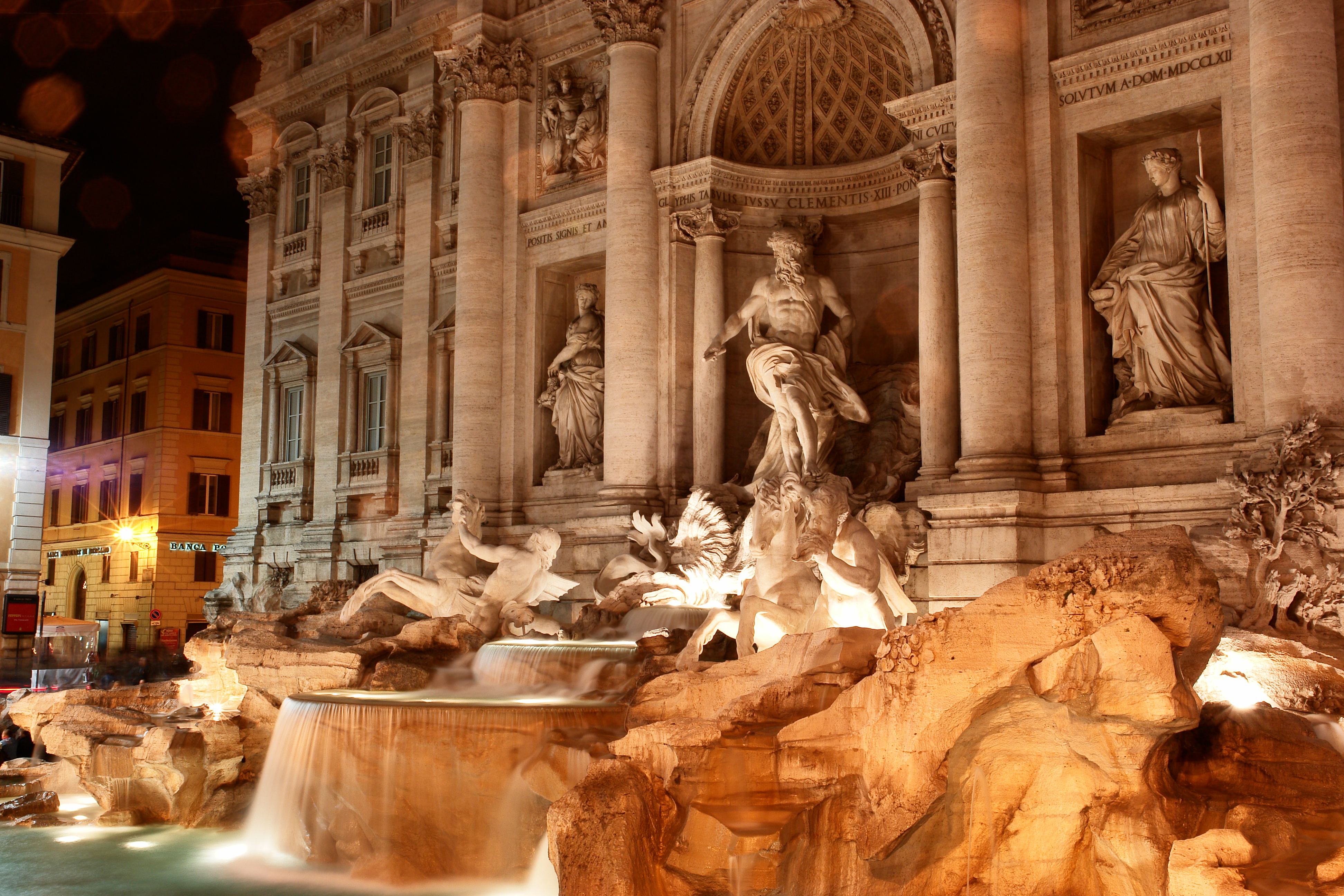
Tượng
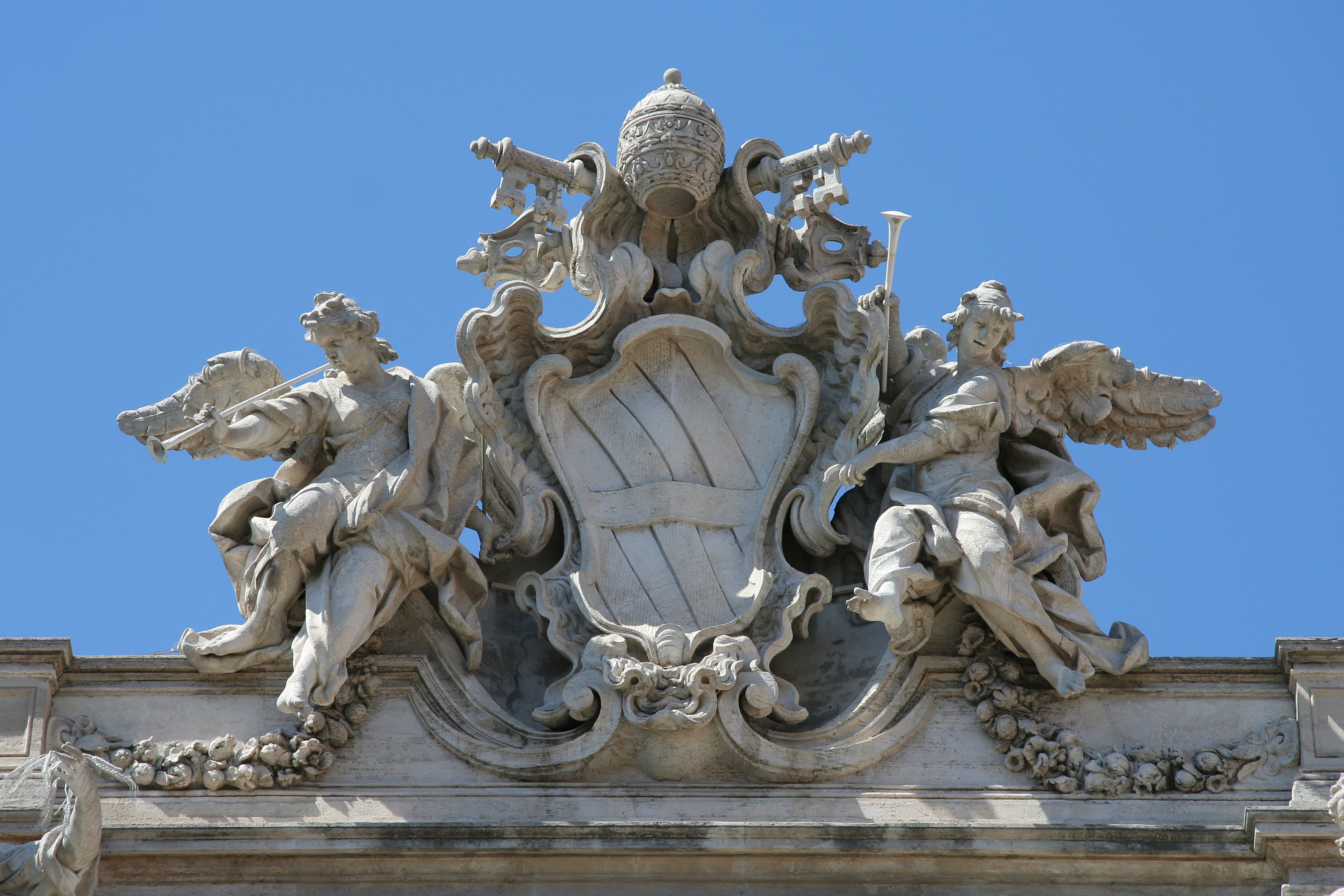
Trevi Fountain papal coat of arms
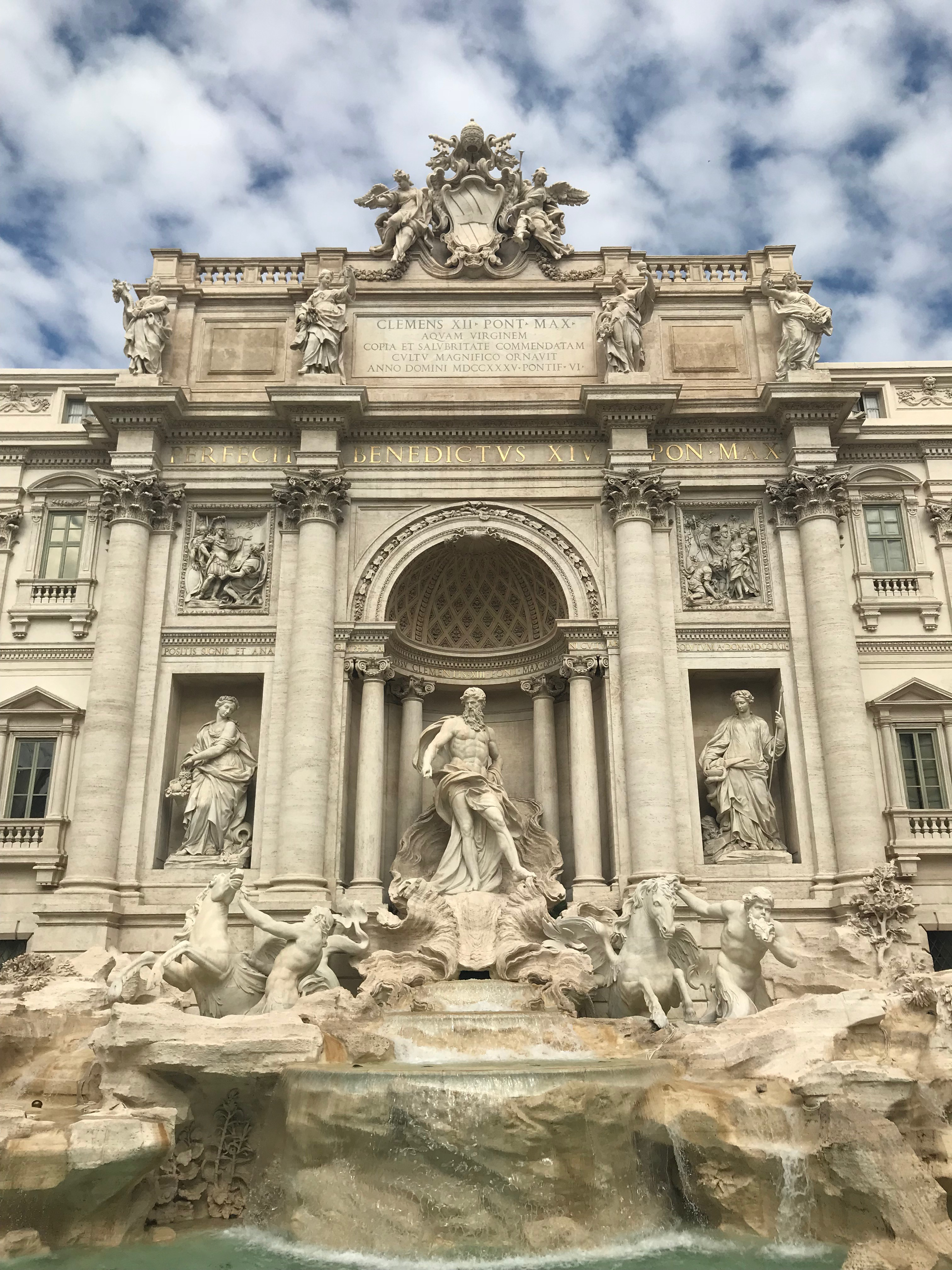
2017